# Palle Rosenkrantz-priset
Palle Rosenkrantz-priset är ett danskt, årligt, litterärt pris för den bästa kriminalroman som under året utgivits på danska.
Priset utdelas av Den danska Kriminalakademien. Från 1987–90 skedde valet genom omröstning av alla intresserade om de nominerade böckerna. Från 1991 utser en jury vinnaren. Priset var 2007 på 7.500 danska kronor.
Priset är uppkallat efter Palle Rosenkrantz (1867–1941).

## Pristagare
- 1986 – Fredrik Skagen för Viktor! Viktor!
- 1987 – P.D. James för Indviet til mord (A Taste of Death)
- 1988 – Leif Davidsen för Den russiske sangerinde
- 1989 – Erik Amdrup för Renters rente
- 1990 – Gunnar Staalesen för Faldne engler (Falne engler)
- 1991 – John le Carré för Den hemmelige pilgrim (The Secret Pilgrim)
- 1992 – Peter Høeg för Frøken Smillas fornemmelse for sne
- 1993 – Ruth Rendell för Som fuglen i krokodillens gab (The Crocodile Bird) och Kong Salomons tæppe (King Solomon's Carpet, under pseudonymen Barbara Vine)
- 1994 – Arturo Pérez-Reverte för Dumas-Klubben eller I Richelieus skygge (El club Dumas)
- 1995 – Colin Dexter för Vejen gennem skovene (The way through the woods)
- 1996 – Reginald Hill för Regnskabets dag (Pictures of perfection)
- 1997 – Caleb Carr för Sindssygelægen (The Alienist)
- 1998 – Kim Småge för En kernesund død (En kjernesunn død)
- 1999 – Donna Leon för Mord i fremmed land (Death in a strange country)
- 2000 – Ian Rankin för Fortids synder (Black & blue)
- 2001 – Minette Walters för Syreparken (Acid row)
- 2002 – Carol O'Connell för Judasbarnet (Judas child)
- 2003 – Arne Dahl för Europa blues (Europa Blues)
- 2004 – Henning Mortensen för Den femte årstid
- 2005 – Peter Robinson för Kold er graven (Cold is the Grave)
- 2006 – Håkan Nesser för Skyggerne og regnen (Skuggorna och regnet)
- 2007 – Karin Alvtegen för Skygge (Skugga)
- 2008 – Don Winslow för Frankie Machines sista vinter
- 2009 – Jo Nesbø för Pansarhjärta
- 2010 – Jean-Christophe Grangé för En mässa för de döda
- 2011 – Leif G.W. Persson för Den döende detektiven
- 2012 – James Ellroy för Oroligt blod
- 2013 – Philip Kerr för  En mand uden åndedræt
- 2014 – Håkan Nesser för Levende og døde i Winsford
- 2015 – Gard Sveen för Den sidste pilgrim
- 2016 – Yrsa Sigurðardóttir för DNA
- 2017 – Michelle Richmond för Til døden os skiller
- 2018 − Michael Connelly for To slags sandhed
- 2019 − Magnus Montelius for Otte måneder
- 2020 − Mick Herron for Døde løver
- 2021 − Ragnar Jónasson för trilogin Mørket, Øen og Tågen

### Palle Rosenkrantz' hederspris
- 2002 – Anders Bodelsen för sitt samlade författarskap